# Synallaxis subpudica
El pijuí de Cundinamarca  (Synallaxis subpudica), también denominado chamicero cundiboyacense, pijuí de garganta plateada o rastrojero rabilargo, es una especie de ave paseriforme de la familia Furnariidae perteneciente al numeroso género Synallaxis. Es endémica de Colombia.

## Distribución y hábitat
Se distribuye por los Andes orientales del norte de Colombia (departamentos de Cundinamarca y norte de Boyacá).
Esta especie es considerada bastante común en sus hábitats naturales: los bordes de los bosques de montaña, las clareras con crecimiento de arbustos, matorrales y setos, entre los 2000 y 3200 m de altitud.

## Descripción
Mide entre 17 y 18 cm de longitud. La cola es larga, alcanza 10,9 cm de largo y es de color pardo grisáceo. La corona y las alas de color castaño rojizo o rufo contrastan con el dorso pardo con matices grisáceos a oliváceos, la frente y las mejillas grises, las partes inferiores color gris claro blancuzco, brillante en la garganta, que presenta una pequeña mancha negra.

## Sistemática

### Descripción original
La especie S. subpudica fue descrita por primera vez por el zoólogo británico Philip Lutley Sclater en 1874 bajo el mismo nombre científico; la localidad tipo es: «Bogotá».

### Etimología
El nombre genérico femenino «Synallaxis» puede derivar del griego «συναλλαξις sunallaxis, συναλλαξεως sunallaxeōs»: intercambio; tal vez porque el creador del género, Vieillot, pensó que dos ejemplares de características semejantes del género podrían ser macho y hembra de la misma especie, o entonces, en alusión a las características diferentes que garantizan la separación genérica; una acepción diferente sería que deriva del nombre griego «Synalasis», una de las ninfas griegas Ionides. El nombre de la especie «subpudica», se compone de la palabra del latín «sub»: cercano a, y de la especie Synallaxis pudica (sinónimo de Synallaxis brachyura) con la cual el autor la encontró muy parecida. En latín, «pudicus» significa tímido, modesto.

### Taxonomía
Los datos genético-moleculares indican que esta especie es hermana de Synallaxis brachyura. Es monotípica.